# مطار النجف الدولي
مطار النجف الدولي (إياتا: NJF، إيكاو: ORNI) هو مطار دولي يقع شرق مدينة النجف إحدى أهم مدن العراق، أنشئ المطار على قاعدة جوية عسكرية سابقة، يضم مبنى الركاب بالمطار بوابتين للمسافرين لإيصال الركاب للطائرة عن طريق الحافلات، وفي 20 تموز/يوليو سنة 2008 افتتح المطار رسمياً لاستقبال رحلات الطيران القادمة لمدينة النجف، يضم مبنى الركاب مكاتب لشركات الطيران والخدمات ومواقف للسيارات وبرج مراقبة وصالة للشحن الجوي وصالة لكبار الزوار، ويدير المطار شركة عقيق القابضة لخدمات الطيران.
يبلغ متوسط الرحلات من النجف وإليها يومياً 19 رحلة حالياً. وفي أوقات الزيارات، يتضاعف حيث يصل إلى 60 رحلة يومياً يستقبل المطار العديد من أنواع الطائرات، ذكرت إدارة المطار أن المطار استثماري منذ تأسيسه، تابع للأمانة العامة لمجلس الوزراء.
بالنسبة إلى إنشاء المطارات بصورة عامة، يتأثر بالظروف المناخيه السائدة في ذلك البلد (اتجاه الرياح السائدة ودرجة الحرارة والرطوبة) كلها عوامل مناخية مؤثرة على الطيران.
في مطار النجف هناك مدرج واحد حالياً (3000 متر طول و45 متر عرض). وأبرز ما يتميز به المطار عن باقي المطارات وبشهادة عدة خطوط جوية بالمقارنة مع مطارات عالمية هو الخدمات الأرضية الجيدة والسريعة للطائرات وقد تبين ذلك جلياً في المرحلة السابقة، حيث كان مؤتمر القمة العربية في بغداد 29 -3، وتم إغلاق المطارات لمدة إسبوعين عدا النجف وأربيل. وعلى الرغم من كثافة الطائرات (تحويل الطائرات إلى مطار النجف بسبب غلق المطارات الأخرى) وقلة الكادر التشغيلي في الساحة (انتقاله كدعم وإسناد في مطار بغداد) تجاوز المطار تلك الفترة بنجاح وتميز واضح.
من أبرز المشاكل التي كانت تواجه المطار هو صغر ساحة وقوف الطائرات مع زخم الخطوط الجوية الراغبة بالتشغيل في المطار. أما الآن فقد بدأ مشروع توسعة الساحة ليستوعب 14 طائرة بعد أن كان يحوي 4 مواقف للطائرات فقط وكذلك البدء بتطوير صالة المسافرين لتستوعب أكبر عدد من المسافرين الواصلين والمغادرين، التوسع المستقبلي للمطار ضروري جدا وذلك بسبب الموقع الجغرافي المهم للمطار وإقبال شركات الطيران للتشغيل فيه خصوصا في مواسم الزيارات فمطار النجف ممر حدودي مهم جدا لكثرة ورغبة الإقبال عليه كذلك تطوير الخدمات داخل المطار ووسائط النقل للرقي إلى المستوى المطلوب للمطار بما يضاهي أهمية المطارات الأخرى.
من الجدير بالذكر، فإن مطار النجف الدولي تم تصنيفه ضمن المرتبة الأولى بين مطارات العراق بحسب تقارير شركات الطيران وأهمها الخطوط الجوية القطرية لخدماته المميزة التي يقدمها للطائرات والمسافرين.

## خطوط وشركات الطيران

لقطة من المطار

| شركـات طيـران           | الوجهات |
| ----------------------- | --- |
| العربية للطيران         | مطار الشارقة الدولي |
| الخطوط الجوية آتا       | Ardabil، مطار مشهد الدولي، مطار تبريز الدولي، مطار الإمام الخميني الدولي، مطار أورمية شهيد بكري الدولي |
| Caspian Airlines        | مطار بوشهر، مطار أصفهان الدولي، مطار مشهد الدولي، مطار شيراز الدولي، مطار الإمام الخميني الدولي، مطار يازد الدولي ‏ |
| أجنحة الشام للطيران     | مطار دمشق الدولي |
| فلاي بغداد              | مطار سردار فالابهبهاي باتل الدولي، مطار بيروت رفيق الحريري الدولي، مطار القاهرة الدولي، مطار دمشق الدولي، مطار جناح الدولي، مطار علامه إقبال الدولي، مطار مشهد الدولي، مطار الأمير محمد بن عبد العزيز الدولي، مطار تشاتراباتي شيفاجي الدولي، مطار الإمام الخميني الدولي                                                                                 |
| فلاي دبي                | مطار دبي الدولي |
| FlyPersia               | مطار الإمام الخميني الدولي |
| الخطوط الجوية الإيرانية | مطار مشهد الدولي، مطار الإمام الخميني الدولي |
| إيران آيرتور            | مطار مشهد الدولي، مطار تبريز الدولي، مطار الإمام الخميني الدولي |
| آسمان للطيران           | مطار أصفهان الدولي، مطار مشهد الدولي، مطار الإمام الخميني الدولي |
| الخطوط الجوية العراقية  | مطار سردار فالابهبهاي باتل الدولي، مطار بغداد الدولي، مطار البحرين الدولي، مطار بيروت رفيق الحريري الدولي، مطار كوبنهاغن، مطار أربيل الدولي، مطار أصفهان الدولي، مطار إسلام آباد الدولي، مطار إسطنبول الدولي، مطار جناح الدولي، مطار الكويت الدولي، مطار مشهد الدولي، مطار تشاتراباتي شيفاجي الدولي، مطار السليمانية الدولي، مطار الإمام الخميني الدولي |
| طيران الجزيرة           | مطار الكويت الدولي |
| كام إير                 | مطار كابل الدولي |
| كيش اير                 | Gorgan، مطار مشهد الدولي، مطار الإمام الخميني الدولي |
| الخطوط الجوية الكويتية  | مطار الكويت الدولي |
| ماهان إير               | مطار مشهد الدولي، مطار الإمام الخميني الدولي |
| Meraj Airlines          | مطار أصفهان الدولي، مطار مشهد الدولي، مطار الإمام الخميني الدولي |
| طيران الشرق الأوسط      | مطار بيروت رفيق الحريري الدولي |
| Pars Air                | مطار شيراز الدولي |
| Pouya Air               | مطار رشت الدولي |
| الخطوط الجوية القطرية   | مطار حمد الدولي |
| Qeshm Air               | مطار مشهد الدولي، مطار الإمام الخميني الدولي |
| الملكية الأردنية        | مطار الملكة علياء الدولي |
| Saha Airlines           | مطار أصفهان الدولي |
| Sepehran Airlines       | مطار مشهد الدولي |
| تابان للطيران           | مطار مشهد الدولي، مطار الإمام الخميني الدولي |
| الخطوط الجوية التركية   | مطار إسطنبول الدولي |
| خطوط أور الجوية         | مطار بيروت رفيق الحريري الدولي، مطار دمشق الدولي |
| Varesh Airlines         | مطار أصفهان الدولي، Sari، مطار الإمام الخميني الدولي |
| Zagros Airlines         | Kerman، مطار مشهد الدولي، مطار الإمام الخميني الدولي |

## خدمات الطوارئ
تشمل خدماتنا للمسافرين ما يلي:
1. تأمين تسهيلات طبية وخصوصية تامة لتلبية كافة المستلزمات الطبية الشخصية لجميع الركاب الوافدين والمغادرين وركاب الترانزيت
2. العمل بشكل تعاوني مع مركز خدمات الإسعاف لتوفير الدعم الطبي المتطور مباشرة في الموقع.
3. التجاوب في حالات الطوارئ/الكوارث.
4. توفير المساعدة الطبية الطارئة داخل الطائرة أو داخل منشآت مطار النجف الدولي.
5. توفير الدعم المتطوّر في حالات النوبات القلبية وخدمات العناية قبل الاستشفاء.
6. إصدار شهادة زيارة/ لياقة للركاب الذين يتم ترحيلهم بطلب من شركة الخطوط الجوية أو بطلب من المريض.
7. تقييم حالات جميع المرضى مع الفحص السريري حتى في مواقعهم حيث يتواجدون.
8. تشخيص الأمراض المعدية.
9. نقل الركاب والموظفين إلى مستشفيات دائرة الصحة في النجف ومستشفياتها الخاصة (عند اللزوم وبناء على طلب من المريض) لسيطرة أكبر على حالة المريض.
10. توفير حملات التوعية الصحية لجميع ألمرضى الركاب والشركاء العاملين في مطار النجف الدولي.
11. تأمين سلامة الركاب المصابين والتأكد من حالتهم عند النزول والصعود.
12. تأمين المساعدة للمرضى المصابين أو للمرضى الذين يجلسون على كرسي متحرك ويحتاجون للأوكسجين باستمرار سواء عند الوصول أو عند المغادرة.

حفاظاً على سلامتك:
يضم مطار النجف الدولي مركزاً طبياً داخل المطار وهو مركز عالمي المستوى ومخصّص للتأكد بأن كلّ مسافر يدخل المطار يتمتع بصحة جيدة وسليمة. فالمركز الطبي لمطار النجف الدولي يقوم وبشكل مستمر بتحديث إمكانياته وأدائه للتأكد بأن فريق العمل مستعد لأي طارئ سواء كان طارئاً كبيراً أو صغيراً.
موقع مركز الطبي لمطار النجف الدولي:
يتواجد المركز الطبي لمطار النجف في الجانب الأيمن من الـ(Terminal) وأمام ساحة وقوف الطائرات.

## وصلات خارجية
- مطار النجف الدولي نسخة محفوظة 14 مايو 2019 على موقع واي باك مشين.
- المنشأة العامة للطيران المدني
- وزارة النقل العراقية